# Guerra sardo-aragonesa
La guerra sardo-aragonesa fue un conflicto medieval que duró 70 años (1353-1420) por el control de la isla de Cerdeña entre el Juzgado de Arborea y el Reino de Cerdeña, que desde 1324 formaba parte de la Corona de Aragón. Arborea contó con el apoyo de los Doria y de la República de Génova y con el apoyo parcial del Reino de Nápoles. La guerra terminó con la victoria de la Corona de Aragón y la desaparición del Juzgado de Arborea como entidad política independiente.

## Antecedentes
Tras el abandono bizantino de Cerdeña la isla se encontraba dividida en cuatro juzgados que se autogobernaban. En s.XI hubo un intento de conquista musulmana detenido tras la llegada de una poderosa flota procedente de las repúblicas de Pisa y Génova a solicitud del Papa. Desde el siglo XI hasta el siglo XIV las dos ciudades italianas que habían liberado a Cerdeña se interesaron en el territorio insular y comenzaron a interferir en su gobierno, llegando al punto que la injerencia política de Pisa y Génova en las actividades de los Juzgados, transformándose lentamente éstos en protectorados para terminar en colonias. Las dos potencias marítimas se confrontarían permanentemente por el control total de la isla y por ello Cerdeña permanecería constantemente dividida. Los Papas mantuvieron siempre la confrontación pisano-genovesa, apoyando siempre a la parte más débil. Las familias más poderosas de ambas ciudades italianas, destacando los de Doria y Malaspina, se disputaron los territorios de los antiguos Juzgados debido al ser la isla un importante centro comercial debido, entre otros factores, a su emplazamiento .
En el 1297 el Papa Bonifacio VIII para zanjar las disputas entre la Corona de Aragón y la Casa de Anjou sobre el reino de Sicilia (que había desencadenado las revueltas populares, que luego pasaron a la historia como Vísperas sicilianas), estableció el Regnum Sardiniae et Corsicae y lo transfirió a Jaime II el Justo, rey de Aragón.
En junio de 1323, Jaime II, forma una alianza con el Juzgado de Arborea, el juzgado que mantenía más fuerte su independencia de potencias extranjeras, y comienza formalmente la conquista de la isla, con un poderoso ejército que zarpó desde el puerto de Tortosa hacia la isla. El juez de Arborea Hugo II se hizo oportunamente vasallo del rey Jaime a cambio del mantener los derechos dinásticos sobre su juzgado, alimentando (erróneamente) la esperanza de poder ampliar su control sobre toda Cerdeña, como lugarteniente del rey, con residencia en Barcelona. 
Hugo en abril del mismo año había abierto hostilidades contra los pisanos y participó activamente en las posteriores acciones militares aragonesas contra éstos, que, repetidamente derrotados por tierra y mar (a pesar de la ayuda de los Doria y de Génova), se vieron obligados a ceder sus posesiones sardas a los aragoneses, esto es, los  Juzgado de Cagliari y de Gallura) que, junto con el municipio de Sassari, se convirtieron en el primer núcleo territorial del reino de Cerdeña.
Paradójicamente, el Reino de Cerdeña y Córcega, como fue ideado por el Papa, sólo consistiría del territorio de Cerdeña, pues aunque Aragón planeó la conquista de la isla de Córcega, sus propósitos nunca alcanzaron una conclusión favorable. Los monarcas aragoneses utilizaron por lo tanto solamente el título de rey de Cerdeña y durante un tiempo el de rey titular de Córcega.
En 1343, para zanjar las disputas entre la Corona de Aragón y la Casa de Anjou en Cerdeña los Malaspina por testamento pasaron sus territorios a Pedro IV de Aragón, quien los incorporó al reino de Cerdeña.
Los aragoneses se enfrentaron entonces con la rama sarda de los Doria, propietarios de grandes porciones del antiguo Juzgado de Torres, que intentaron ocupar Sácer y que, excepcionalmente reunidos en 1347, infligieron una dura derrota a los reyes en la batalla de Aidu de Turdu, entre Bonorva y Giave. Sin embargo, en el verano de 1353 durante la tercera guerra veneciano-genovesa, una flota veneciano-aragonesa (liderada por Niccolò Pisani y Bernardo II de Cabrera) derrotó a la genovesa (comandada por Antonio Grimaldi) frente a Alguer, y pocos días después a las tropas aragonesas, dirigidas por Cabrera entraron triunfalmente en la ciudad de los Doria.

## El conflicto

### 1353-1354
Sintiéndose amenazado por las reivindicaciones de soberanía aragonesas y por la consolidación de su poder en el resto de la isla, Mariano IV, juez de Arborea, rompió en septiembre de 1353 la alianza con los aragoneses y sus aliados; y junto a los Dorias declaró la guerra al reino de Cerdeña.
Las tropas de Arborea entraron en el territorio de Cagliari sin encontrar ninguna resistencia real de los aragoneses. Numerosos pueblos se rebelaron contra los señores feudales ibéricos y se pusieron del lado de la causa arborense. El ejército de Mariano ocupó la villa de Quartu y mantuvo bajo amenaza a la cercana ciudad de Cagliari, la capital del reino.
El 18 de septiembre, los consejeros del gobernador aragonés, establecidos en Cagliari, pidieron ayuda al almirante Bernardo de Cabrera, que se encontraba en el Capo di Sopra. El abastecimiento de los aragoneses fue difícil de hacer llegar a la ciudad ya que Mariano de Arborea había cortado todos los suministros dirigidos a Cagliari y Villa di Chiesa. El 6 de octubre los de Cabrera, llegados al sur de la isla, derrotaron a los ejércitos del juez cerca de Quartu y liberaron el sitio arbóreo sobre la ciudad. 
Mientras tanto, en el norte de Cerdeña, a instancias de los Doria se desataron numerosas rebeliones: el 13 de octubre se levantó la fortaleza de Monteleone y el 15 fue reocupada Alguer. A finales de mes, Mariano de Arborea y Matteo Doria sitiaron Sácer con unos 400 caballeros y 1000 soldados de infantería. A finales de 1353, Arborea y Doria eran dueños de casi toda Cerdeña, sólo las ciudades de Cagliari, Sácer, Villa di Chiesa y algunos castillos permanecían en manos del reino aragonés de Cerdeña.
Mariano de Arborea poseía una considerable habilidad militar y gracias a las importantes exportaciones de cereales de su Juzgado disponía de los recursos económicos necesarios para sostener un ejército capaz de compararse con el de la corona de Aragón; tenía infantes y caballeros reclutados en las aldeas, un cuerpo de ballesteros y Mercenarios de diversos orígenes (Italia, Alemania, Francia, Inglaterra) comandados por expertos capitanes de la península italiana.
Dado el deterioro de la situación, el rey Pedro IV organizó una expedición masiva para sofocar la rebelión en la isla. Una gran flota, comandada por el propio soberano, desembarcó el 22 de junio de 1354 en Porto Conte con el objetivo de reconquistar la ciudad de Alguer.
El asedio aragonés, que duró unos cinco meses, sin embargo, terminó en un desastre desde todos los puntos de vista, debido también  a una epidemia de malaria que causó muchas bajas en las filas de los sitiadores. Mariano de Arborea, habiendo llegado a las cercanías de la ciudad aliada sitiada, mantuvo con sus tropas cerca de Bosa pero no entró en batalla. Para evitar una derrota total, Pedro de Aragón accedió a entablar negociaciones con el juez arborense.
El 13 de noviembre de 1354 se firmó la llamada paz de Alguer (seguida de la de Sanluri), con la que Mariano de Arborea obtuvo varios de los objetivos por los que había provocado la revuelta: la autonomía de los juzgados, la libertad de comercio de los puertos arborenses, la enfeudación de Gallura y la cláusula de que el gobernador general del reino de Cerdeña sería una persona elegida por él. A cambio, Pedro IV podría tomar posesión de Alguer; la población original de la ciudad, de origen de sardo-ligur y pro-genovesa, fue exiliada y reemplazada por colonos catalanes. 

### 1365-1388
La tregua duró poco y en 1365 el Mariano de Arborea volvió a invadir los territorios reales penetrando en Campidano y Cixerri, conquistando varios pueblos, castillos y la ciudad minera de Villa di Chiesa, que, sublevada contra los aragoneses, se había pasado al bando arborense. En la primavera de 1366 hizo construir un campamento fortificado cerca de Selargius para bloquear los suministros a Cagliari que, sin embargo, no se rindió. Con el apoyo genovés, el juez de Arborea también abrió un nuevo frente al norte del isla. [6]
En junio de 1368, un ejército aragonés dirigido por Pedro Martínez de Luna [10] desembarcó en Cagliari y marchó hacia la capital de Juzagado, Oristán, que hasta entonces nunca había sido asediada por las tropas aragonesas. El hijo de Mariano, el donnicello Hugo llegó al rescate de la ciudad con un ejército reclutado en los territorios ocupados. Mientras los aragoneses se preparaban para la batalla, Mariano abandonó la ciudad sitiada atacándoles por sorpresa por su retraguardia, derrotándolos cerca de Sant'Anna. [6]

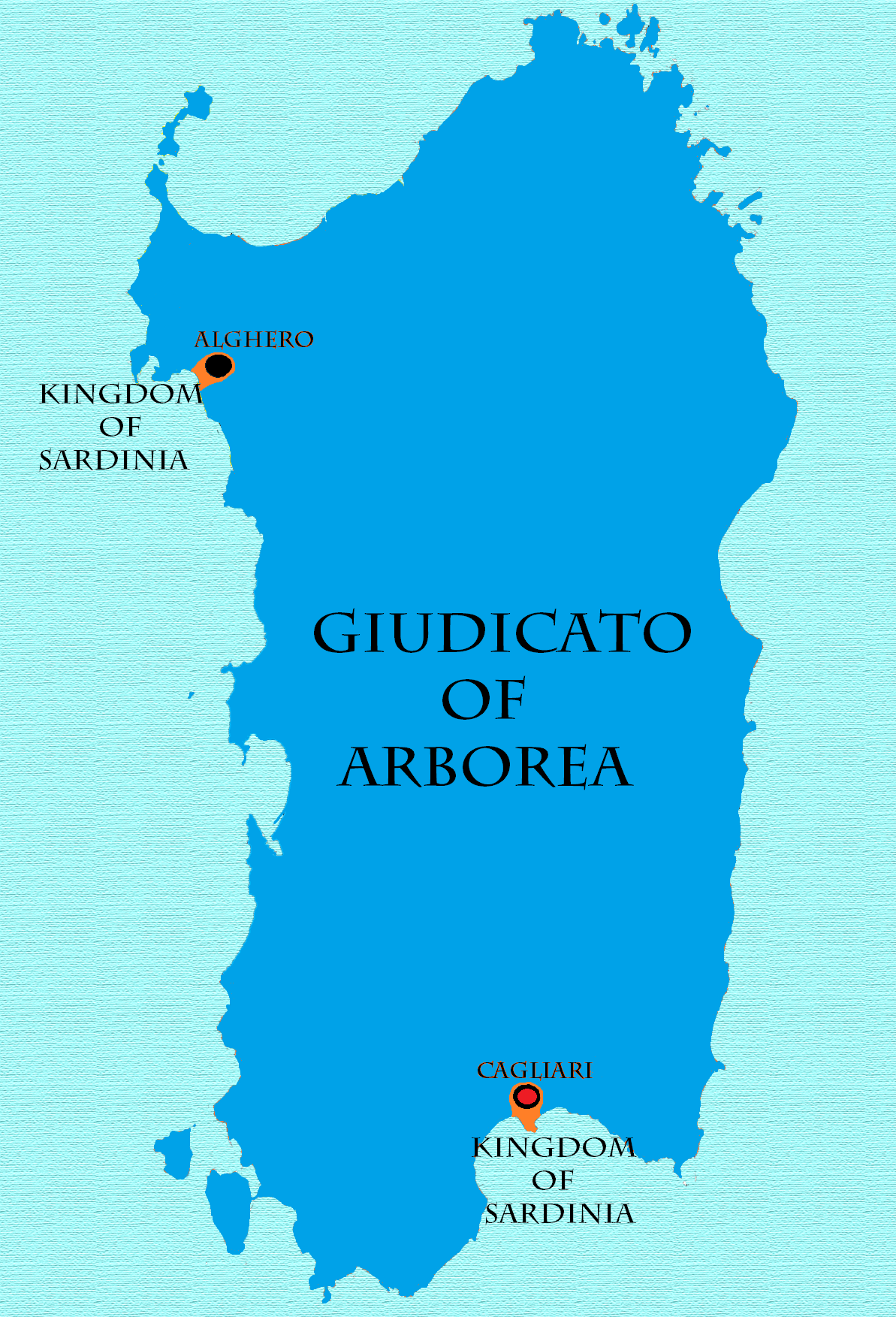
Situación política en Cerdeña entre 1368-1388 y 1392-1409

En 1369, tras un breve asedio, también se conquistó Sácer y después Osilo [11] y en 1370 la presencia aragonesa en Cerdeña se redujo, por tanto, sólo en las ciudades de Cagliari y Alguer [11] ] y a los castillos de San Michele, Gioiosa Guardia, Acquafredda y Quirra. [6] En 1374 la flota de la República de Génova atacó en apoyo de Mariano el puerto de Cagliari pero fue rechazada por la resistencia de las tropas reales. [6]
Justo en la cima de su poder, en mayo de 1375 falleció Mariano IV de Arborea, quizás afectado por una epidemia de peste . [6]
Con el juez desapareció, tomó el relevo su hijo mayor Hugo III de Arborea, [12] que continuó la política de expansión territorial iniciada por su padre. Sin embargo, sus hazañas militares no igualaron a las de su padre y las ciudades de Cagliari y Alguer permanecieron invictas. [12] Su reinado fue de corta duración y, como su antepasado Juan de Bas-Serra, Hugo III fuer asesinado en 1383 durante un tumulto junto con su única hija, Beneta de Arborea. [13]
Hugo fue sucedido por Federico de Arborea, al que sucedió  en 1387 por Mariano V, ambos hijos de Leonor de Arborea y Brancaleone Doria y nietos de Hugo III. Sin embargo, al ser menores de edad, el trono fue heredado de facto por su madre, que en 1388 firmó un tratado de paz con Aragón, comprometiéndose a devolver los territorios conquistados por sus predecesores. [14]

### 1390-1420
Al cabo de unos años, las hostilidades entre ambas partes se reanudaron cuando, liberado por los aragoneses, Brancaleone Doria violó el tratado de paz firmado por su esposa y Juan I de Aragón, considerándolo un chantaje inválido y extorsivo. [15] El 1 de abril de 1391 marchó contra el castillo de Cagliari; el 16 de agosto, con su hijo Mariano V a su lado, ocupó Sácer y Osilo. [16] En septiembre conquistó los castillos de Fava , Pontes, Bonvehì y Pedres, dejando sólo Alguer y Longosardo a sus adversarios. Luego entró en Villa di Chiesa [16] y Sanluri. En una carta escrita en Sanluri el 3 de febrero de 1392 Brancaleone anunció que había recuperado todos los territorios poseídos en 1388. [17]
Sin embargo, las operaciones militares se estancaron: si Arborea ya tenía la supremacía en el terreno, llegando a amenazar el reducto de Longosardo, los aragoneses siguieron manteniendo el control marítimo. [15] En verano de 1406 Brancaleone reanudó la ofensiva invadiendo muchas tierras del antiguo Juzgado de Cagliari y Ogliastra, ocupó el castillo de Quirra, atacó Longosardo y asedió Cagliari.
Su hijo y juez Mariano murió poco después, en 1407, mientras que su esposa Leonor había fallecido en 1404. La muerte de seu hijo forzó a Brancaleone a la renuncia y al retiro a Castelgenovese, probablemente a causa de conflictos de sucesión, donde fue capturado y muerto por los aragoneses, antes de la batalla de Sanluri, en la primera mitad de 1409.
El trono Arborea fue ofrecido a Guillermo III de Narbona (sobrino de Beatrice, hermana de Hugo III y Leonor), que se convirtió en juez con el nombre de Guillermo II de Arborea. Aprovechando la crisis dinástica, el heredero de la corona de Aragón, Martín I de Sicilia el Joven, desembarcó en Cerdeña el 6 de octubre de 1408 con un poderoso ejército comandado por Pietro Torrelles . [18] Después de que los intentos de encontrar un acuerdo diplomático fracasaran, la guerra reanudó su curso. El enfrentamiento entre los dos bandos tuvo lugar en el campo de Sanluri en un lugar llamado actualmente su Bruncu de sa battalla. Las tropas del reino de Cerdeña dividieron al ejército judicial, dirigido por Guillermo, en dos secciones. El lado izquierdo estaba desbordado en la localidad llamada s'occidroxiu (el matadero); la derecha se dividió en dos: la primera se retiró hacia Sanluri, pero fue alcanzada y aniquilada, la segunda se refugió en Monreale [19] y resistió. El 4 de julio, Villa di Chiesa se rindió a Giovanni de Sena. Fue un auténtico desastre para los Arborea, aunque Martín el Joven murió poco después en Cagliari el 25 de julio de 1409 de malaria, probablemente contraída después de la batalla. Guillermo III de Narbona (Guillermo II como juez de Arborea) regresó a Francia para pedir ayuda y dejó, como Juez de facto, a su primo, Leonardo Cubello, descendiente de Hugo II. [20]
Sin embargo, la fuerte derrota sufrida en Sanluri no doblegó por completo a los de Arborea. La lucha se reanudó y el 17 de agosto el ejército del Juzgado rechazó un violento ataque contra Oristán por parte de Guillermo Ramón de Moncada . Al día siguiente Pietro Torrelles lideró a los soldados del reino aragonés de Cerdeña en la batalla que tuvo lugar en la llanura entre Sant'Anna, Fenosu y Santa Giusta, recordada como la Segona Batalla, saliendo al campo de batalla con más de 6.500 de sus hombres. [21] El conflicto aún no había concluido, el ejército del reino de Cerdeña pidió y obtuvo refuerzos. Los habitantes de Arborea se defendieron con fuerza y pasaron siete meses antes de que Pietro Torrelles conquistara los castillos de Monreale, Marmilla y Gioiosa Guardia. Pero entonces, en enero de 1410, Pietro Torrelles ocupó Bosa y puso a Oristán bajo asedio, donde finalmente Leonardo Cubello firmó la rendición de la ciudad y de toda la Arborea histórica que se perdió en el Regnum Sardiniae et Córcega. Oristán y los Campidani de Cabras, Milis y Simaxis le fueron dados como feudo con el título de marqués de Oristán. Los territorios de Arborea del antiguo Juzgado de Torres, dos curatori del Juzgado de Gallura y la Barbagia de Belvì, de Ollolai y de Mandrolisai permanecieron judiciales.
En la primavera del mismo año Guillermo II de Narbona regresó de Francia, organizó los territorios supervivientes y trasladó la «capital» del Juzgado a Sácer. Con la ayuda de Nicolò Doria recuperó el castillo de Longosardo y amenazó a Oristán y Alguer, donde Pietro Torrelles, capitán general y lugarteniente del rey, murió ese año de una epidemia de malaria. La guerra continuó y entre el 5 y el 6 de mayo de 1412 consiguió entrar en Alguer junto con los sasarios y  milicianos franceses, pero después fue rechazado y obligado a desistir por la feroz resistencia de los alguereses. [22]
Convencido de que no podía mejorar la situación, Guillermo negoció primero con el rey Fernando I de Aragón, y después con su hijo Alfonso V el Magnánimo. El acuerdo se alcanzó el 17 de agosto de 1420 y lo que quedaba del antiguo Juzgado se vendió por 100.000 florines de oro. [22]